# Verlengde gedraaide vierkante piramide
Een verlengde gedraaide vierkante piramide is in de meetkunde het johnsonlichaam J10. Zoals de naam aangeeft is een verlengde gedraaide vierkante piramide een vierkante piramide J1 verlengd met een vierkant prisma.
Er komen in de scheikunde moleculen voor met de moleculaire geometrie van een verlengde gedraaide vierkante piramide.
De 92 johnsonlichamen werden in 1966 door Norman Johnson benoemd en beschreven.
- (en)  MathWorld. Gyroelongated Square Pyramid.